# Eduard Pelissier
Anton Benedict Eduard Pelissier (* 16. Januar 1850 in Hanau; † 24. Januar 1931 in Königstein im Taunus) war ein deutscher Gymnasiallehrer und Historiker.

Foto von Eduard Pelissier als Student in Göttingen (1868)

## Leben
Geboren wurde Eduard Pelissier 1850 in Hanau als Sohn des Malers und Direktors der kurfürstlichen Zeichenakademie zu Hanau Theodor Pelissier (* 28. Juli 1794 in Genf; † 25. Oktober 1863 in Hanau).
Nach bestandenem Abitur im Herbst 1867 an der Hohe Landesschule in Hanau folgte bis zum Beginn des Studiums ein Aufenthalt bei seinem Großvater, dem Frankfurter Bildhauer Eduard Schmidt von der Launitz. Ab 1868 studierte er Philologie und Archäologie an der Georg-August-Universität Göttingen, wo er in die Verbindung und spätere Burschenschaft Holzminda eintrat. 1869 wechselte er an die Universität in Tübingen, an der sein Onkel Adolf Michaelis lehrte. Seine Studien wurden durch den Deutsch-Französischen Krieg unterbrochen, an welchem er als Freiwilliger beim Ersatzbataillon des 82. Regiments teilnahm, mit welchem er an der Belagerung von Paris beteiligt war. Nach seiner Rückkehr aus Frankreich leistete er seine restliche Dienstzeit beim nach Göttingen verlegten 82er Regiment ab. Er wurde bis zum Hauptmann der Landwehr befördert. Ab 1871 nahm er in Leipzig das Studium der vergleichenden Sprachwissenschaft, Germanistik, klassischer Philologie und Sanskrit auf und bestand nach erneutem Wechsel des Studienortes in Marburg im Jahr 1875 das Staatsexamen für Griechisch, Latein und Deutsch.
Nach dem Examen ging Pelissier als Privatlehrer für einige Zeit nach Italien und anschließend für zwei Jahre nach London. 
Ab 1878 absolvierte er am Königlichen Französischen Gymnasium in Berlin sein Probejahr. Danach wirkte von 1879 bis 1913 als Gymnasialprofessor am Städtischen Gymnasium in Frankfurt am Main und beschäftigte sich nebenbei mit Studien zur Geschichte Frankfurts. Seine Forschungsschwerpunkte waren die Flurnamenkunde und die Topographie des mittelalterlichen Landbesitzes der ehemaligen Freien Stadt Frankfurt. Pelissier gilt als bedeutendster Erforscher der Frankfurter Landwehr; sein Hauptwerk Die Landwehren der Reichsstadt Frankfurt am Main erschien 1905 im Archiv für Frankfurts Geschichte und Kunst.

## Schriften

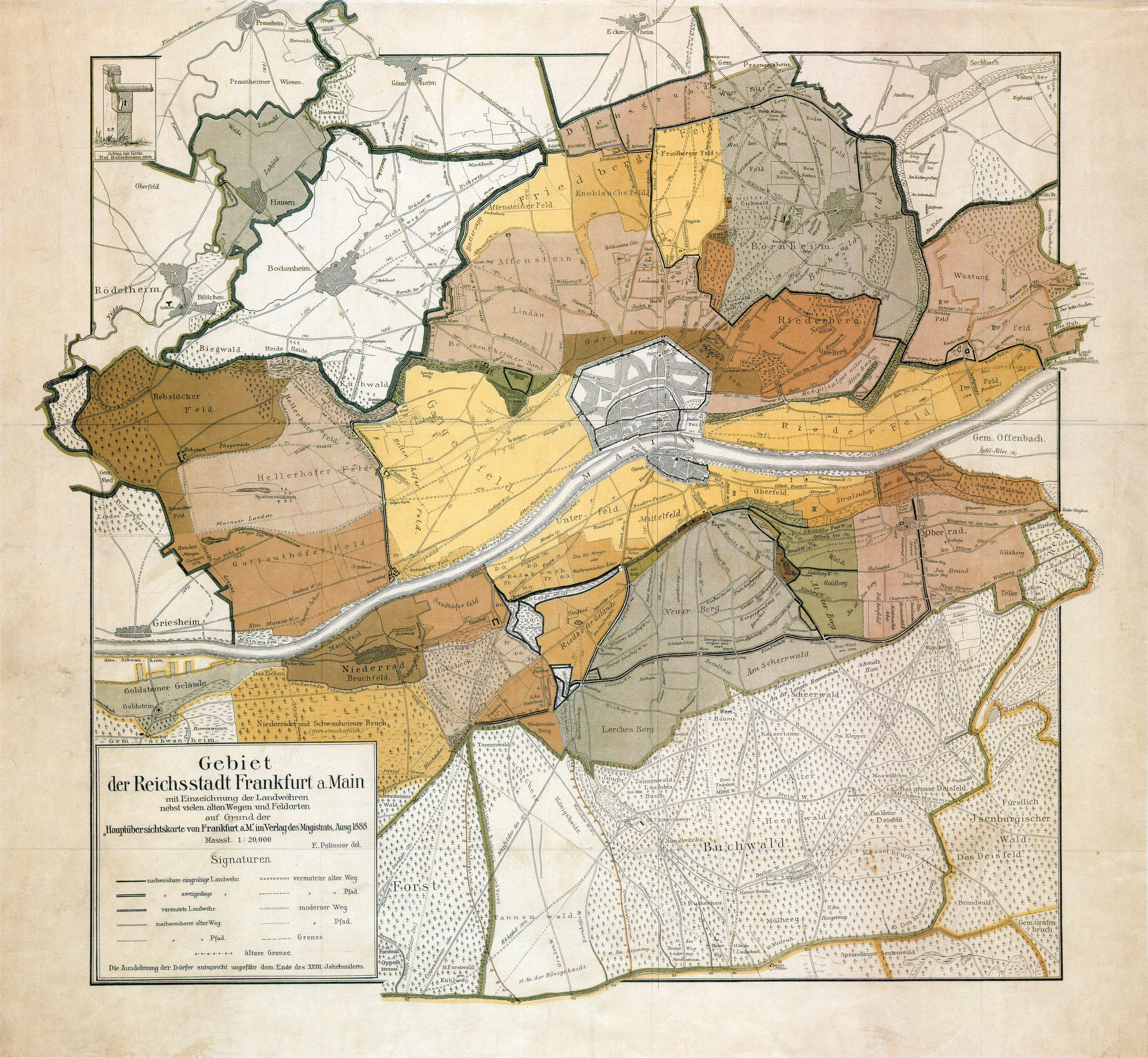
Eine von Eduard Pelissier angefertigte Karte von Frankfurt am Main

- Zur Topographie und Geschichte der linksmainischen Landwehren der Reichsstadt Frankfurt. Frankfurt a. M., 1901. Online
- Zur Topographie des rechtsmainischen Gebiets der Reichsstadt Frankfurt a. M. und der sogenannten "Landwehr um die Stadt". Frankfurt a. M., 1902. (Dissertation: Universität Freiburg im Breisgau)
- Die Landwehren der Reichsstadt Frankfurt a. M. Topographisch-historische Untersuchung. Frankfurt a. M., 1905. Online
- Der gegenwärtige Stand der Landwehrforschung. In: Deutsche Geschichtsblätter. Monatsschrift zur Förderung der landesgeschichtlichen Forschung. Band 11, Gotha 1910, S. 11–21.
- Die Landwehren der Zent Kaichen. In: Friedberger Geschichtsblätter Band 5, Friedberg 1922, S. 58–59.
- Die Landwehren der Dreieich. Frankfurt a. M., 1928.